# 눈치오 솔렌도
눈치오 솔렌도(이탈리아어: Nunzio Solendo, 1937년 ~ )는 이탈리아의 화가이자 교육자이다.

## 생애
1937년 이탈리아 레조칼라브리아(Reggio Calabria)에서 태어났다. 1961년에 로마로 이주해서 유네스코가 지정한 제1역사지구인 첼리오에서 평생을 살았다.

## 활동
1953년 16세의 어린 나이에 이미 이탈리아 및 해외의 주요 화랑 및 미술관에서 개인전을 하고 그룹전에 참가했다. 파리 비엔날레와 베니스 비엔날레에 참가했고, 로마 콰드레날레에도 참가했다. 20세인 1957년부터는 이탈리아의 유서 깊은 명문학교인 로마 미술대학(Accademia di Belle Arti di Roma)에서 강단에 섰다. 1961년에는 유네스코가 후원하고 국제조형예술협회 프랑스 위원회가 주최한 파리 세계청년화가대회에 이탈리아 대표로 참가했고, 전세계 미술문화 증진에 힘쓴 젊은이로서 유네스코 국제상(the UNESCO International Prize for the Promotion of the Arts and Culture in the World)을 수여 받았다. 같은 프로그램에 참가했던 한국대표 박서보를 통해 1962년 조선일보가 주최한 제6회 현대작가초대미술제에 초대되어 한국에서 작품을 선보이기도 했다. 이후 현대미술을 적극적으로 주창하면서 화가이자 동판화가이며 그래픽 디자이너로 활발하게 활동했다.
로마미술대학 제1회화과(the 1st Chair of Painting) 교수로 2007년까지 재직했고, 그 외에도 레조칼라브리아, 포자(Foggia), 프로시노네(Frosinone), 나폴리(Naples) 등에 있는 다양한 공립학교에서 교육을 담당했다. 새로운 미술 교수법을 증진시키고 보급시킨 공로가 크다. 이탈리아에서 초등학교부터 대학교까지 그리고 모든 연구 수준을 총망라하여 관리하는 이탈리아 교육대학연구부(MIUR)로부터 1971년 이탈리아 공립학교들을 대표하는 의장으로 임명되었고, 특별한 공로를 인정받은 교수(Professor of Distinguished Merit)로 선정되었다. 현재 로마미술대학의 명예교수로 있다.
교육 분야에서의 공로를 넘어 그는 공공 행정, 건축, 미술, 문화와 정치 현장에서의 경험을 바탕으로 문화센터에 대한 시민의 권리(the Right to Culture Center)를 제정하고, 미술과 벽화 사업과 같은 다양한 공공사업을 실현시켰으며, 첼리오 지역의 평화공원과 같이 공공성을 갖는 도심지 선정을 위해서도 일했다. 사회보장제도를 주창하고, 예술가조합에서 활동했으며, 첼리오 프로젝트(the Project Celio)나 몬티사회적네트워크(the Monti Social Network) 같은 사회문화적 시민단체를 만들기 위해 애썼다. 그 외에도 피타고라 2000(Pitagora 2000) 같은 대회를 기획하고, 로마시의 전통과 문화를 위한 각종 선언문을 작성했으며, 로마시와 로마 제1역사지구 지자체 및 로마를 포함한 라치오(Lazio) 지역의 지원으로 문화, 예술, 환경 및 도시를 위한 주요 행사들을 기획했다. 이탈리아 철학자 조르다노 브루노(Giordano Bruno, 1548-1600) 기념행사 및 로마의 캄포 데 피오리(Campo de' Fiori) 대중문화행사 등을 기획했다. 공익사업을 하는 비영리단체로 '자유사상'(Libero Pensiero)이라는 문화협회의 회장으로도 일했다. 화가요 교육자로만이 아니라 예술과 문화와 자유 사상을 증진시키기 위한 많은 공적인 일들을 해왔다.
2004년에는 카를로 아첼리오 참피(Carlo Azeglio Ciampi) 대통령으로부터 이탈리아 공화국 공로훈장(Order of Merit of the Italian Republic)의 하나인 5급 기사(Knight) 훈장을 수여받았다.